# Spurensicherungskoffer

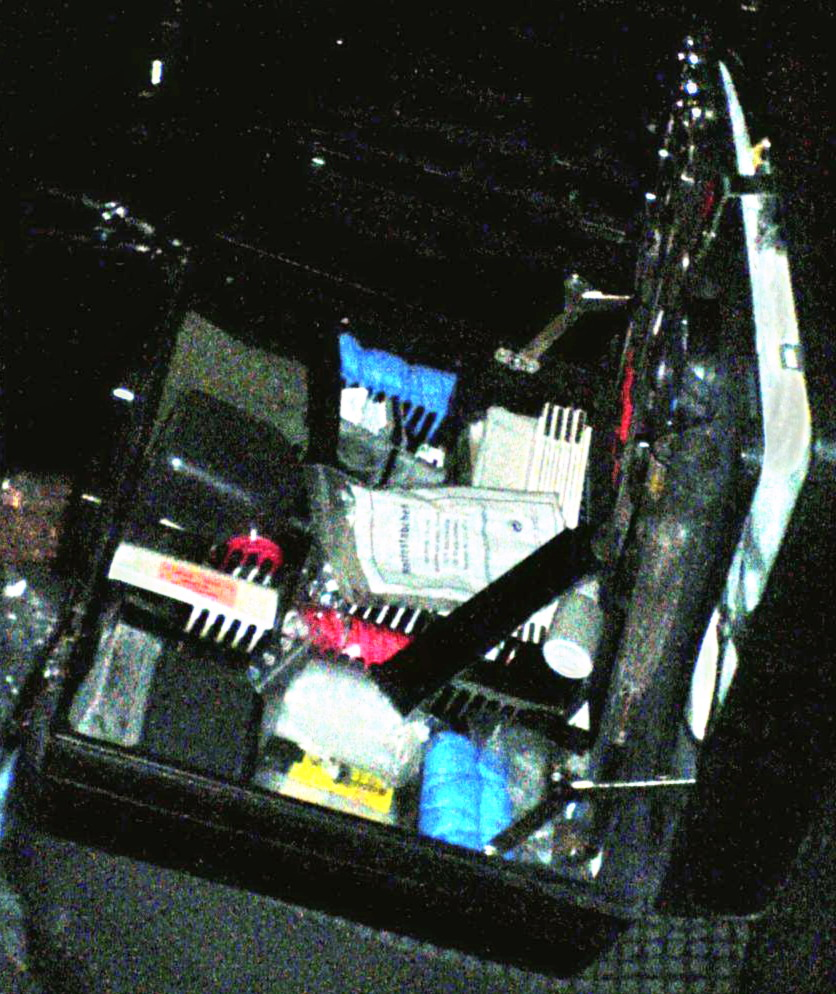
Spurensicherungskoffer

Ein Spurensicherungskoffer ist ein Koffer oder auch eine Tasche, in der Utensilien für die Spurensicherung zu einem Tatort gebracht werden. Sein Inhalt wird vom Erkennungsdienst der Polizei verwendet. Der Spurensicherungskoffer ist meist ein stabiler, d. h. weder flexibler noch wasserdurchlässiger Koffer, meist ein Werkzeugkoffer.

## Inhalt

### Pulver (adhäsive Mittel)
- Argentorat (aufbereitet mit Lycopodium)
- Mangandioxidpulver („Allroundpulver“)
- Rußpulver (aufbereitet mit etwas Stärkepulver)
- Magnetpulver in tiefschwarz, grau, hellgrau, silber und evtl. Bi-Chromatik und fluoreszierend
- Eisenoxidpulver (einsetzbar wie Rußpulver, aber auch auf dunklen Oberflächen)

### Folien
- Filmolux (Fa. Neschen) im Format 10 × 13 cm
- Spurfix als Rollenware, 10 cm breit, beispielsweise zur Abnahme von Schuhabdruckspuren
- Spurensicherungsband, 6 cm breit
- Neschenfolien (DIN A 4; zur Sicherung von Griffspuren)
- Gelatine-Folien in schwarz und weiß (13 × 18 cm und 13 × 36 cm, zur Sicherung von Schuhabdruckspuren)

### Material als Träger gesicherter, daktyloskopischer Spuren
- Chromkarton (13 × 18 cm in schwarz und weiß)
- Glanzpapier (DIN A 4)
- Chromkarton in weiß und schwarz (13 × 36 cm, für Schuhabdruckspuren)

### Behältnisse und Tüten
- Papiertüten in verschiedenen Größen

### Gerätschaften zum Aufbringen von Pulvern
- Kohlefaserpinsel
- Fiberglaspinsel (Zephyrpinsel)
- Fehhaarpinsel (Fellpinsel)
- Marabu-Feder

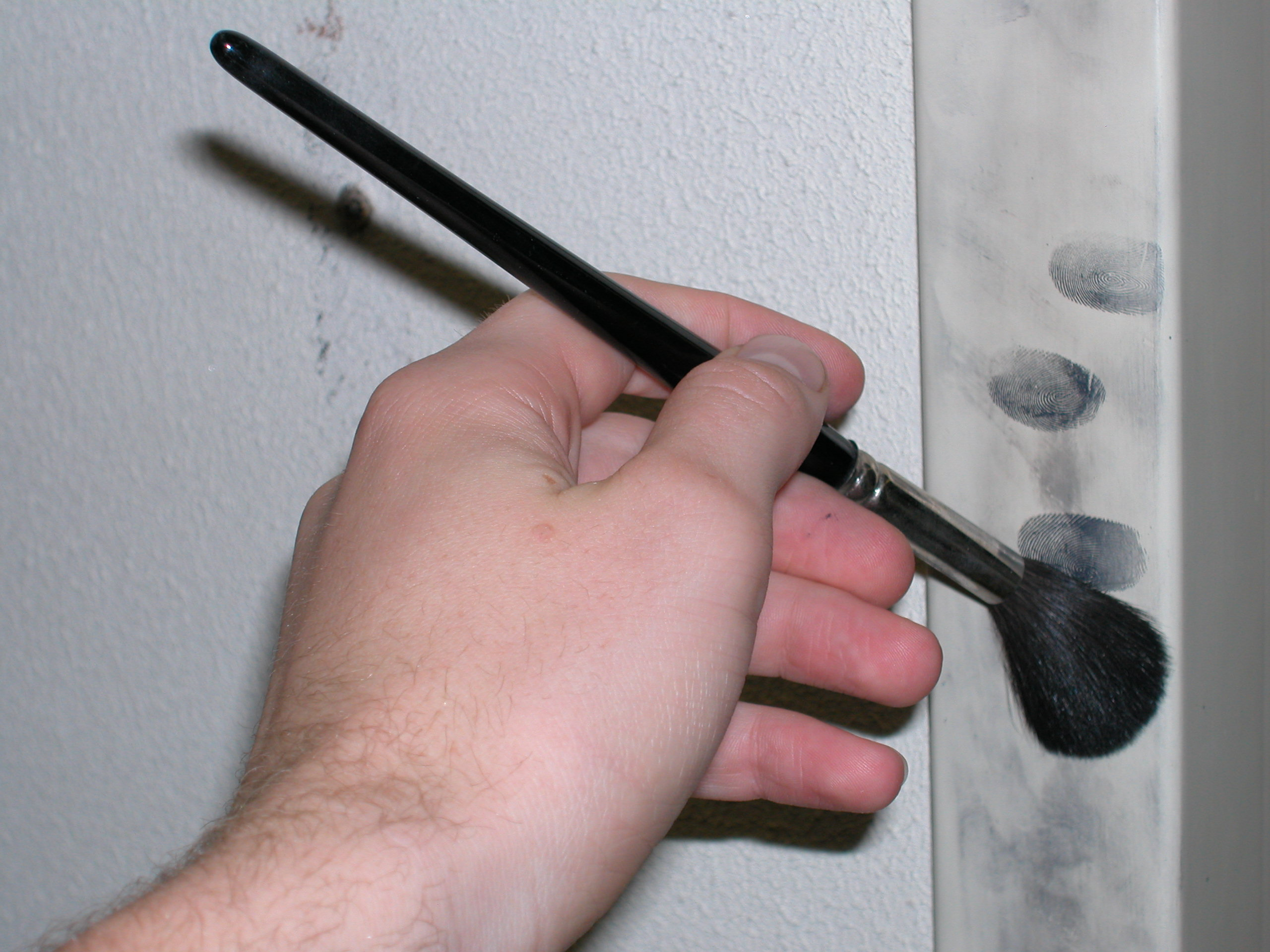
Fehhaarpinsel

- Magnetstab (Magna Brush)(evtl. auch große Ausführung für die Sicherung von Schuhabdruckspuren)
- Kipphebelflaschen
- Zerstäuber zum Aufbringen von UV-Pulver oder Lycopodium

### Werkzeugspuren
- Mikrosil / AccuTrans (ehemals Transfer) (Silicon-Abformmaterialien mit dazugehörigem Härter in Tuben bzw. in Kunststoffkartuschen mit statischem Mischer)
- Pergamintüten zum Verpacken (auch zum Beschriften von Vorteil)

### Medizinisch-serologische Spuren/DNA
- Wattestäbchen
- passende Pergamintüten (atmungsaktiv)

alternativ
- DNA-Entnahmekit (Wattestäbchen und dazugehöriger Transportkarton (Faltschachtel))

### Sonstiges
- Schutzhandschuhe (zum Beispiel Latex oder Nitrilkautschuk)
- Schutzanzug, Schutzhaube, Schuhüberzieher, Mund-Nasen-Schutz
- Arbeitshandschuhe
- Abroller mit einem Spurenmaßband (fotografische Sicherung von daktyloskopischen Spuren oder sonstige Bildaufnahmen)
- Spurenstempel mit Stempelkissen bzw. alternativ Spurenaufkleber zur Beschriftung von daktyloskopischen Spuren
- Kleine Schere
- Spurennummern (11 × 7 cm) mit Halterungen
- Maßbänder (z. B. Rollenmaßband oder Meterstab)
- Tafelkreide, Fettkreide in rot oder gelb oder Sprühkreide in verschiedenen Farben zum Anbringen von Markierungen (nicht zum Anzeichnen der Kreideleiche, diese gibt es nur im Film)
- Kompass
- kleine Wasserwaage
- Pinzette
- Feldbuch (Klemmbrett) mit Anhängern, Drähten, Schreibstiften
- Phasenprüfer
- Spurensicherungsband (Breite 2,5 cm) zur Sicherung von Faserspuren
- Schraubenzieher, Kombizange
- Skalpell bzw. hochwertiges Taschenmesser
- Forensische Lichtquelle
- Eukalyptus zum Einträufeln (gegen Fäulnisgeruch)